# آگامای سینا
آگامای سینا (نام علمی: Pseudotrapelus sinaitus) نام یک گونه از تیره مارمولک‌های اژدها است. زیستگاه این گونه در مناطق خشک جنوب شرقی لیبی، شرق مصر، فلسطین، اسرائیل، اردن، سوریه، عربستان سعودی، امارات متحده عربی، عمان، سودان، اتیوپی، اریتره، جیبوتی است.
طول این مارمولک با احتساب دم آن ۱۸ سانتیمتر (۷ اینچ) است که دم آن، دو سوم از کل طول جانور را شامل می‌شود. اندام‌ها و دم مارمولک، بلند و باریک بوده و برای بالا رفتن مناسب‌اند. این گونه در طول روز به فعالیت مشغول است و از حشرات و دیگر بندپایان و گیاهان تغذیه می‌کند.
جنس نر در طی فصل تولید مثل، برای جلب ماده‌ها به رنگ آبی جالب‌توجهی درمیاید. در جنس ماده نیز لکه‌های قرمز متمایل به قهوه‌ای در دو طرف بدن، دیده می‌شود.